# Lago Santa Rosalia
Il lago Santa Rosalia è un bacino artificiale della Sicilia. È ubicato in una cava tra i Monti Iblei in provincia di Ragusa. 

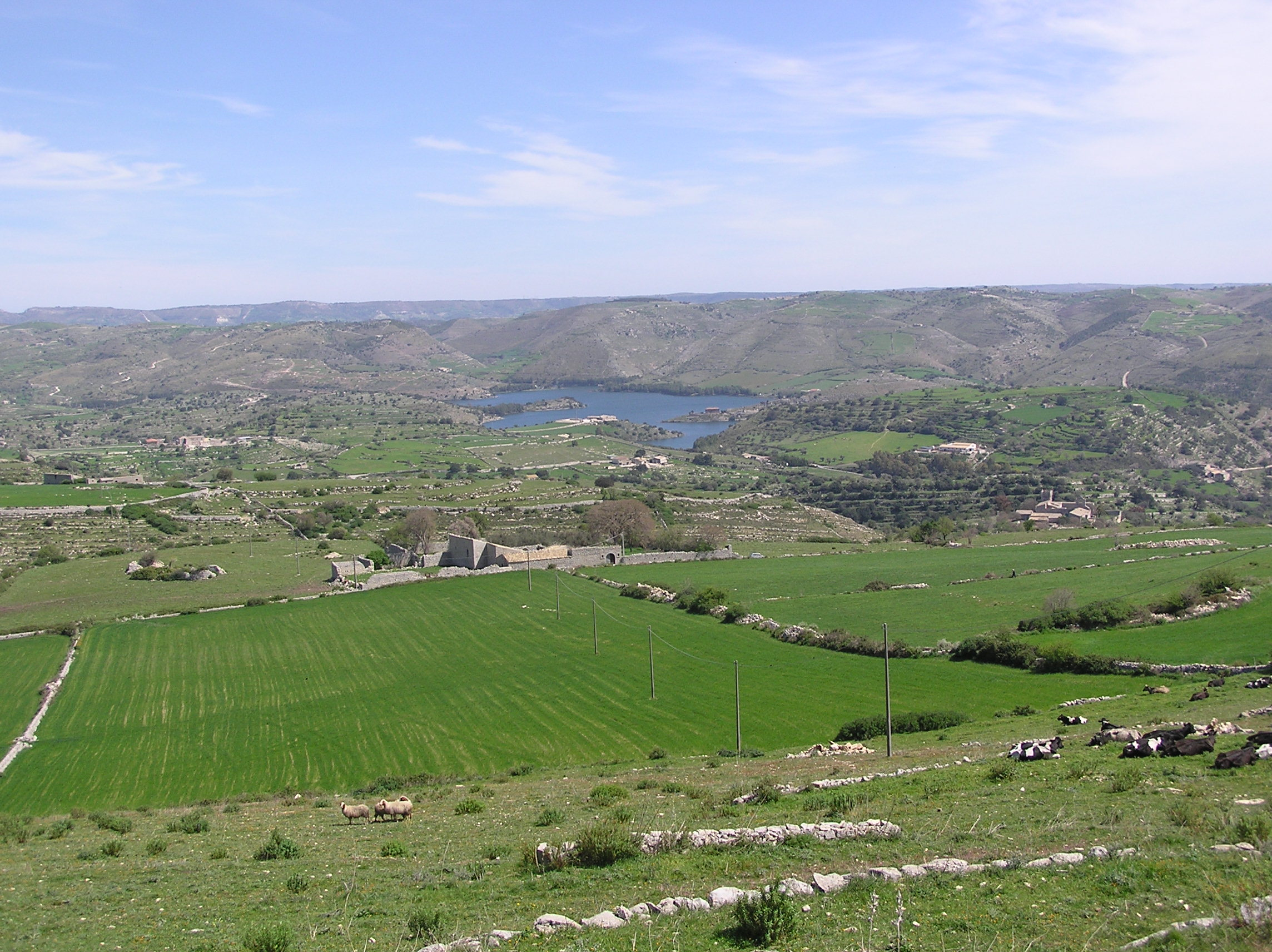
Il lago Santa Rosalia e campagna ragusana.

Il lago è formato dalle acque del fiume Irminio il cui corso è stato sbarrato da una diga per creare un bacino artificiale a scopo irriguo.
Si trova in un contesto naturalistico di grande suggestione con sponde che sono molto frastagliate all'interno di un'area boschiva.
Vi nidificano numerose specie di uccelli tra cui il corvo imperiale (Corvus corax), il gheppio (Falco tinnunculus) e il nibbio reale (Milvus milvus).
È raggiungibile dalla strada statale 194 che da Ragusa conduce a Giarratana.